# Vietnam Airlines
Vietnam Airlines Corporation (en vietnamita: Tổng Công ty Hàng không Việt Nam), operando bajo el nombre de Vietnam Airlines (en vietnamita: Hãng Hàng không Quốc gia Việt Nam), es la aerolínea nacional de Vietnam, ha sido fundada en abril de 1989. Tiene 61 destinos, su flota es de 100 aviones (45 más pedidos). Sus aeropuertos principales son el Aeropuerto Internacional de Tân Sơn Nhất y el Aeropuerto Internacional de Nội Bài. Forma parte de la alianza SkyTeam desde 2010.
Dado que el transporte de pasajeros constituye su actividad principal, Vietnam Airlines juega un papel crucial en el desarrollo económico del país. Posee el 100% de Vietnam Air Service Company - una aerolínea regional en el sur de Vietnam, el 98% de la compañía de bajo coste Pacific Airlines, y el 49% de la compañía aérea nacional de Camboya Cambodia Angkor Air. Además, la empresa obtiene ingresos de cáterin aéreo y el mantenimiento y reacondicionamiento de aeronaves a través de varias de sus filiales, incluyendo Vietnam Airlines Engineering Company y Vietnam Airlines cáterin. La compañía también ha diversificado sus inversiones en las industrias básicas del servicio de la aeronave de arrendamiento y el aeropuerto, y está buscando para la fabricación de componentes de aeronaves. Controla y opera una división de carga, Vietnam Airlines Cargo.
Vietnam Airlines se convirtió en miembro de SkyTeam en junio de 2010, convirtiéndose en la primera aerolínea del sudeste asiático que se han unido a esa alianza. Se espera que reestructurarse y parcialmente privatizada en 2015 para ayudar a optimizar sus servicios y mejor competir con otras compañías aéreas. Esto facilitaría su plan de desarrollo a largo plazo que implica la mejora de sus productos y servicios, y la expansión de su red de flota y de vuelo, como la aerolínea aspira a convertirse en la segunda mayor aerolínea de servicio completo en el sudeste asiático en 2020.

## Historia

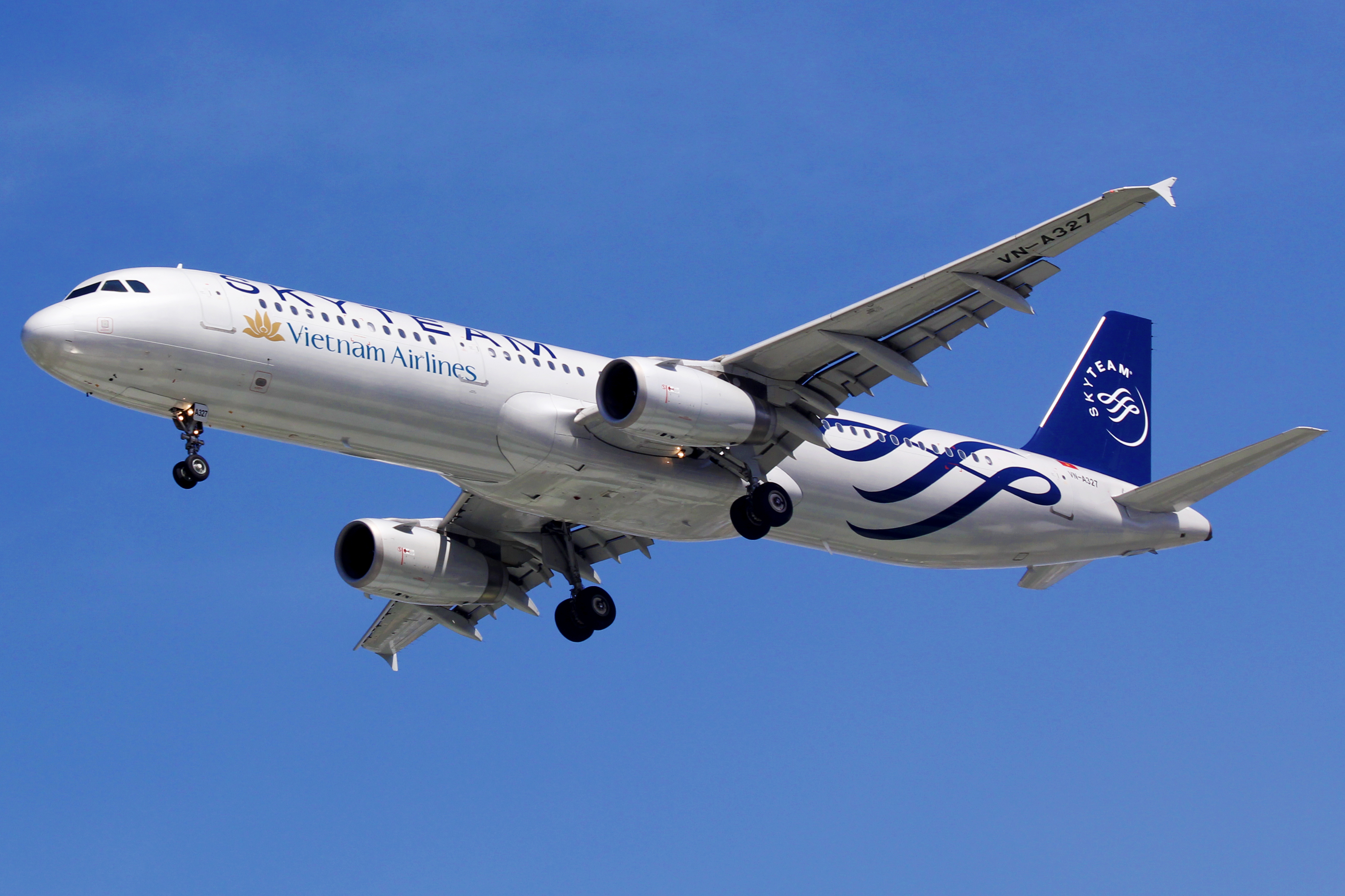
Airbus A321 de Vietnam Airlines en SkyTeam librea.

Vietnam Airlines tiene su origen en enero de 1956, cuando fue establecido por el gobierno de Vietnam del Norte bajo el nombre de "Aviación Civil de Vietnam" a raíz de la nacionalización de Gia Lam Aeropuerto. Fue instituida después que el gobierno firmó el Decreto n.º 666 / TTg. La aerolínea fue creada como parte de la fuerza aérea para fines civiles con el apoyo de la Unión Soviética y China; Inicialmente, su flota se componía de dos Lisunov Li-2 que luego fueron sustituidos por dos Ilyushin Il-14 y tres Aero Ae-45. Esto se debió a un embargo que prohibía la línea aérea de arrendamiento y la compra de tecnología o componentes estadounidense.
La aerolínea se convirtió en la aerolínea de bandera de Vietnam en 1993, después de haber completado un programa de reestructuración que se inició cuatro años antes. En ese año, la aerolínea se separó de la Administración de Aviación Civil de Vietnam (CAAV) y se convirtió en una empresa del Estado.
En febrero de 1994, el presidente de Estados Unidos Bill Clinton levantó el embargo comercial para permitir que Vietnam Airlines la capacidad de adquirir aviones construidos en Occidente.

## Destinos
Esta es una lista de destinos a los que vuelan los vuelos de pasajeros de Vietnam Airlines, excluyendo los vuelos de código compartido. Los vuelos son operados por Vietnam Airlines. Algunos vuelos nacionales en Vietnam son operados por Vietnam Air Services Company (VASCO), una subsidiaria de propiedad total de Vietnam Airlines, para Vietnam Airlines.
| Países             | Destinos                   | Aeropuertos                                                            |
| ------------------ | -------------------------- | ---------------------------------------------------------------------- |
| Alemania           | Frankfurt                  | Aeropuerto de Frankfurt                                                |
| Australia          | Melbourne                  | Aeropuerto Internacional Tullamarine                                   |
| Australia          | Perth                      | Aeropuerto de Perth                                                    |
| Australia          | Sídney                     | Aeropuerto Internacional Kingsford Smith                               |
| Birmania           | Rangún                     | Aeropuerto Internacional de Rangún                                     |
| Camboya            | Nom Pen                    | Aeropuerto Internacional de Nom Pen                                    |
| Camboya            | Siem Reap                  | Aeropuerto Internacional de Angkor                                     |
| Corea del Sur      | Busan                      | Aeropuerto Internacional de Gimhae                                     |
| Corea del Sur      | Seúl                       | Aeropuerto Internacional de Incheon                                    |
| China              | Cantón                     | Aeropuerto Internacional de Cantón-Baiyun                              |
| China              | Changchun (chárter)        | Aeropuerto Internacional de Changchun-Longjia                          |
| China              | Hangzhou (chárter)         | Aeropuerto Internacional de Hangzhou-Xiaoshan                          |
| China              | Harbin (chárter)           | Aeropuerto Internacional de Harbin-Taiping                             |
| China              | Hefei (chárter)            | Aeropuerto Internacional Hefei-Xinqiao                                 |
| China              | Hohhot (chárter)           | Aeropuerto Internacional de Hohhot Baita                               |
| China              | Kunming (chárter)          | Aeropuerto Internacional de Kunming-Changshui                          |
| China              | Nankín (chárter)           | Aeropuerto Internacional de Nankín-Lukou                               |
| China              | Nanning (chárter)          | Aeropuerto Internacional de Nanning-Wuxu                               |
| China              | Pekín                      | Aeropuerto Internacional de Pekín-Capital                              |
| China              | Pekín                      | Aeropuerto Internacional de Pekín-Daxing                               |
| China              | Quanzhou (chárter)         | Aeropuerto Internacional de Quanzhou-Jinjiang                          |
| China              | Shanghái                   | Aeropuerto Internacional de Shanghái-Pudong                            |
| China              | Shenyang (chárter)         | Aeropuerto Internacional de Shenyang-Taoxian                           |
| China              | Shijiazhuang (chárter)     | Aeropuerto Internacional de Shijiazhuang-Zhengding                     |
| China              | Tianjin (chárter)          | Aeropuerto Internacional de Tianjin-Binhai                             |
| China              | Wuhan (chárter)            | Aeropuerto Internacional de Wuhan-Tianhe                               |
| China              | Wuxi (chárter)             | Aeropuerto Internacional de Sunan-Shuofang                             |
| China              | Xi'an (chárter estacional) | Aeropuerto Internacional de Xi'an-Xianyang                             |
| China              | Zhengzhou (chárter)        | Aeropuerto Internacional de Zhengzhou-Xinzheng                         |
| Estados Unidos     | San Francisco              | Aeropuerto Internacional de San Francisco                              |
| Filipinas          | Manila                     | Aeropuerto Internacional Ninoy Aquino (reanuda el 15 de marzo de 2024) |
| Francia            | París                      | Aeropuerto de París-Charles de Gaulle                                  |
| Hong Kong          | Hong Kong                  | Aeropuerto Internacional de Hong Kong                                  |
| India              | Bombay                     | Aeropuerto Internacional Chhatrapati Shivaji                           |
| India              | Delhi                      | Aeropuerto Internacional Indira Gandhi                                 |
| Indonesia          | Denpasar                   | Aeropuerto Internacional Ngurah Rai                                    |
| Indonesia          | Yakarta                    | Aeropuerto Internacional Soekarno-Hatta                                |
| Japón              | Fukuoka                    | Aeropuerto de Fukuoka                                                  |
| Japón              | Nagoya                     | Aeropuerto Internacional Chūbu Centrair                                |
| Japón              | Osaka                      | Aeropuerto Internacional de Kansai                                     |
| Japón              | Sapporo                    | Nuevo Aeropuerto de Chitose                                            |
| Japón              | Tokio                      | Aeropuerto Internacional de Haneda                                     |
| Japón              | Tokio                      | Aeropuerto Internacional de Narita                                     |
| Laos               | Luang Prabang              | Aeropuerto Internacional de Luang Prabang                              |
| Laos               | Vientián                   | Aeropuerto Internacional Wattay                                        |
| Macao              | Macao                      | Aeropuerto Internacional de Macao                                      |
| Malasia            | Kuala Lumpur               | Aeropuerto Internacional de Kuala Lumpur                               |
| Malasia            | Penang                     | Aeropuerto Internacional de Penang                                     |
| República de China | Kaohsiung                  | Aeropuerto Internacional de Kaohsiung                                  |
| República de China | Taipéi                     | Aeropuerto Internacional de Taiwán Taoyuan                             |
| Singapur           | Singapur                   | Aeropuerto Internacional de Singapur                                   |
| Tailandia          | Bangkok                    | Aeropuerto Internacional Don Mueang                                    |
| Tailandia          | Bangkok                    | Aeropuerto Internacional Suvarnabhumi                                  |
| Tailandia          | Phuket                     | Aeropuerto Internacional de Phuket                                     |
| Vietnam            | Buôn Ma Thuột              | Aeropuerto de Buôn Ma Thuột                                            |
| Vietnam            | Cà Mau                     | Aeropuerto de Cà Mau                                                   |
| Vietnam            | Cần Thơ                    | Aeropuerto de Cần Thơ                                                  |
| Vietnam            | Ciudad Ho Chi Minh (hub)   | Aeropuerto Internacional de Tan Son Nhat                               |
| Vietnam            | Chu Lai                    | Aeropuerto de Chu Lai                                                  |
| Vietnam            | Côn Đảo                    | Aeropuerto de Côn Đảo                                                  |
| Vietnam            | Đà Lạt                     | Aeropuerto Lien Khuong                                                 |
| Vietnam            | Đà Nẵng (hub)              | Aeropuerto Internacional de Đà Nẵng                                    |
| Vietnam            | Đồng Hới                   | Aeropuerto de Đồng Hới                                                 |
| Vietnam            | Hải Phòng                  | Aeropuerto de Cát Bi                                                   |
| Vietnam            | Ha Long                    | Aeropuerto de Vân Đồn                                                  |
| Vietnam            | Hanói (hub)                | Aeropuerto Internacional de Nội Bài                                    |
| Vietnam            | Huế                        | Aeropuerto de Phú Bài                                                  |
| Vietnam            | Nha Trang (hub)            | Aeropuerto de Cam Ranh                                                 |
| Vietnam            | Phú Quốc                   | Aeropuerto Internacional de Phú Quốc                                   |
| Vietnam            | Pleiku                     | Aeropuerto de Pleiku                                                   |
| Vietnam            | Quy Nhơn                   | Aeropuerto de Phu Cat                                                  |
| Vietnam            | Rạch Giá                   | Aeropuerto de Rạch Giá                                                 |
| Vietnam            | Thanh Hóa                  | Aeropuerto de Sao Vàng                                                 |
| Vietnam            | Tuy Hòa                    | Aeropuerto de Tuy Hòa                                                  |
| Vietnam            | Vinh                       | Aeropuerto de Vinh                                                     |

## Flota
| Aeronaves       | En servicio | Pedidos | Configuración                                        | Configuración                                        | Configuración                                        | Configuración                                        | Matrículas                                           | Antigüedad                                           |
| Aeronaves       | En servicio | Pedidos | C                                                    | W                                                    | Y                                                    | Total                                                | Matrículas                                           | Antigüedad                                           |
| --------------- | ----------- | ------- | ---------------------------------------------------- | ---------------------------------------------------- | ---------------------------------------------------- | ---------------------------------------------------- | ---------------------------------------------------- | ---------------------------------------------------- |
| Airbus A321-200 | 42          | —       | 16                                                   | —                                                    | 168                                                  | 184                                                  | VN-A352                                              | 16,9 años                                            |
| Airbus A321-200 | 42          | —       | 16                                                   | —                                                    | 168                                                  | 184                                                  | VN-A353                                              | 16,9 años                                            |
| Airbus A321-200 | 42          | —       | 16                                                   | —                                                    | 168                                                  | 184                                                  | VN-A354                                              | 16,4 años                                            |
| Airbus A321-200 | 42          | —       | 8                                                    | —                                                    | 195                                                  | 203                                                  | VN-A356                                              | 16,1 años                                            |
| Airbus A321-200 | 42          | —       | 16                                                   | —                                                    | 168                                                  | 184                                                  | VN-A357                                              | 15,9 años                                            |
| Airbus A321-200 | 42          | —       | 16                                                   | —                                                    | 168                                                  | 184                                                  | VN-A358                                              | 15,4 años                                            |
| Airbus A321-200 | 42          | —       | 16                                                   | —                                                    | 168                                                  | 184                                                  | VN-A359                                              | 15 años                                              |
| Airbus A321-200 | 42          | —       | 16                                                   | —                                                    | 168                                                  | 184                                                  | VN-A363                                              | 13,9 años                                            |
| Airbus A321-200 | 42          | —       | 16                                                   | —                                                    | 168                                                  | 184                                                  | VN-A323                                              | 12,7 años                                            |
| Airbus A321-200 | 42          | —       | 16                                                   | —                                                    | 168                                                  | 184                                                  | VN-A324                                              | 12,6 años                                            |
| Airbus A321-200 | 42          | —       | 16                                                   | —                                                    | 168                                                  | 184                                                  | VN-A325                                              | 12,6 años                                            |
| Airbus A321-200 | 42          | —       | 16                                                   | —                                                    | 168                                                  | 184                                                  | VN-A326                                              | 12,4 años                                            |
| Airbus A321-200 | 42          | —       | 16                                                   | —                                                    | 168                                                  | 184                                                  | VN-A327                                              | 12,3 años                                            |
| Airbus A321-200 | 42          | —       | 16                                                   | —                                                    | 168                                                  | 184                                                  | VN-A329                                              | 12,1 años                                            |
| Airbus A321-200 | 42          | —       | 16                                                   | —                                                    | 168                                                  | 184                                                  | VN-A331                                              | 12,1 años                                            |
| Airbus A321-200 | 42          | —       | 16                                                   | —                                                    | 168                                                  | 184                                                  | VN-A332                                              | 12 años                                              |
| Airbus A321-200 | 42          | —       | 16                                                   | —                                                    | 162                                                  | 178                                                  | VN-A334                                              | 11,4 años                                            |
| Airbus A321-200 | 42          | —       | 16                                                   | —                                                    | 168                                                  | 184                                                  | VN-A338                                              | 11,4 años                                            |
| Airbus A321-200 | 42          | —       | 16                                                   | —                                                    | 162                                                  | 178                                                  | VN-A336                                              | 11,3 años                                            |
| Airbus A321-200 | 42          | —       | 16                                                   | —                                                    | 162                                                  | 178                                                  | VN-A335                                              | 11,3 años                                            |
| Airbus A321-200 | 42          | —       | 16                                                   | —                                                    | 168                                                  | 184                                                  | VN-A339                                              | 11,3 años                                            |
| Airbus A321-200 | 42          | —       | 16                                                   | —                                                    | 168                                                  | 184                                                  | VN-A390                                              | 11,3 años                                            |
| Airbus A321-200 | 42          | —       | 16                                                   | —                                                    | 168                                                  | 184                                                  | VN-A392                                              | 11,2 años                                            |
| Airbus A321-200 | 42          | —       | 16                                                   | —                                                    | 168                                                  | 184                                                  | VN-A393                                              | 11,2 años                                            |
| Airbus A321-200 | 42          | —       | 16                                                   | —                                                    | 168                                                  | 184                                                  | VN-A396                                              | 11,1 años                                            |
| Airbus A321-200 | 42          | —       | 16                                                   | —                                                    | 168                                                  | 184                                                  | VN-A397                                              | 11 años                                              |
| Airbus A321-200 | 42          | —       | 16                                                   | —                                                    | 168                                                  | 184                                                  | VN-A395                                              | 11 años                                              |
| Airbus A321-200 | 42          | —       | 16                                                   | —                                                    | 168                                                  | 184                                                  | VN-A398                                              | 11 años                                              |
| Airbus A321-200 | 42          | —       | 16                                                   | —                                                    | 168                                                  | 184                                                  | VN-A399                                              | 11 años                                              |
| Airbus A321-200 | 42          | —       | 16                                                   | —                                                    | 168                                                  | 184                                                  | VN-A601                                              | 10,9 años                                            |
| Airbus A321-200 | 42          | —       | 16                                                   | —                                                    | 162                                                  | 178                                                  | VN-A602                                              | 10,8 años                                            |
| Airbus A321-200 | 42          | —       | 16                                                   | —                                                    | 168                                                  | 184                                                  | VN-A603                                              | 10,7 años                                            |
| Airbus A321-200 | 42          | —       | 16                                                   | —                                                    | 168                                                  | 184                                                  | VN-A604                                              | 10,7 años                                            |
| Airbus A321-200 | 42          | —       | 16                                                   | —                                                    | 168                                                  | 184                                                  | VN-A605                                              | 10,5 años                                            |
| Airbus A321-200 | 42          | —       | 16                                                   | —                                                    | 162                                                  | 178                                                  | VN-A606                                              | 10,4 años                                            |
| Airbus A321-200 | 42          | —       | 16                                                   | —                                                    | 168                                                  | 184                                                  | VN-A608                                              | 10 años                                              |
| Airbus A321-200 | 42          | —       | 16                                                   | —                                                    | 168                                                  | 184                                                  | VN-A609                                              | 9,9 años                                             |
| Airbus A321-200 | 42          | —       | 16                                                   | —                                                    | 162                                                  | 178                                                  | VN-A610                                              | 9,8 años                                             |
| Airbus A321-200 | 42          | —       | 16                                                   | —                                                    | 168                                                  | 184                                                  | VN-A611                                              | 9,3 años                                             |
| Airbus A321-200 | 42          | —       | 16                                                   | —                                                    | 168                                                  | 184                                                  | VN-A612                                              | 9,1 años                                             |
| Airbus A321-200 | 42          | —       | 8                                                    | —                                                    | 195                                                  | 203                                                  | VN-A613                                              | 8,3 años                                             |
| Airbus A321-200 | 42          | —       | 8                                                    | —                                                    | 195                                                  | 203                                                  | VN-A614                                              | 8,1 años                                             |
| Airbus A321-200 | 42          | —       | 8                                                    | —                                                    | 195                                                  | 203                                                  | VN-A615                                              | 8 años                                               |
| Airbus A321neo  | 20          | —       | 8                                                    | —                                                    | 195                                                  | 203                                                  | VN-A617                                              | 5,1 años                                             |
| Airbus A321neo  | 20          | —       | 8                                                    | —                                                    | 195                                                  | 203                                                  | VN-A618                                              | 5,1 años                                             |
| Airbus A321neo  | 20          | —       | 8                                                    | —                                                    | 195                                                  | 203                                                  | VN-A501                                              | 5 años                                               |
| Airbus A321neo  | 20          | —       | 8                                                    | —                                                    | 195                                                  | 203                                                  | VN-A619                                              | 4,9 años                                             |
| Airbus A321neo  | 20          | —       | 8                                                    | —                                                    | 195                                                  | 203                                                  | VN-A621                                              | 4,9 años                                             |
| Airbus A321neo  | 20          | —       | 8                                                    | —                                                    | 195                                                  | 203                                                  | VN-A620                                              | 4,9 años                                             |
| Airbus A321neo  | 20          | —       | 8                                                    | —                                                    | 195                                                  | 203                                                  | VN-A623                                              | 4,9 años                                             |
| Airbus A321neo  | 20          | —       | 8                                                    | —                                                    | 195                                                  | 203                                                  | VN-A622                                              | 4,8 años                                             |
| Airbus A321neo  | 20          | —       | 8                                                    | —                                                    | 195                                                  | 203                                                  | VN-A624                                              | 4,8 años                                             |
| Airbus A321neo  | 20          | —       | 8                                                    | —                                                    | 195                                                  | 203                                                  | VN-A616                                              | 4,7 años                                             |
| Airbus A321neo  | 20          | —       | 8                                                    | —                                                    | 195                                                  | 203                                                  | VN-A503                                              | 4,6 años                                             |
| Airbus A321neo  | 20          | —       | 8                                                    | —                                                    | 195                                                  | 203                                                  | VN-A625                                              | 4,4 años                                             |
| Airbus A321neo  | 20          | —       | 8                                                    | —                                                    | 195                                                  | 203                                                  | VN-A505                                              | 4,3 años                                             |
| Airbus A321neo  | 20          | —       | 8                                                    | —                                                    | 195                                                  | 203                                                  | VN-A506                                              | 4,2 años                                             |
| Airbus A321neo  | 20          | —       | 8                                                    | —                                                    | 195                                                  | 203                                                  | VN-A507                                              | 4,2 años                                             |
| Airbus A321neo  | 20          | —       | 8                                                    | —                                                    | 195                                                  | 203                                                  | VN-A509                                              | 4,1 años                                             |
| Airbus A321neo  | 20          | —       | 8                                                    | —                                                    | 195                                                  | 203                                                  | VN-A511                                              | 4,1 años                                             |
| Airbus A321neo  | 20          | —       | 8                                                    | —                                                    | 195                                                  | 203                                                  | VN-A508                                              | 4 años                                               |
| Airbus A321neo  | 20          | —       | 8                                                    | —                                                    | 195                                                  | 203                                                  | VN-A510                                              | 4 años                                               |
| Airbus A321neo  | 20          | —       | 8                                                    | —                                                    | 195                                                  | 203                                                  | VN-A512                                              | 4 años                                               |
| Airbus A350-941 | 14          | 20      | 29                                                   | 45                                                   | 231                                                  | 305                                                  | VN-A886                                              | 8,5 años                                             |
| Airbus A350-941 | 14          | 20      | 29                                                   | 45                                                   | 231                                                  | 305                                                  | VN-A887                                              | 8,4 años                                             |
| Airbus A350-941 | 14          | 20      | 29                                                   | 45                                                   | 231                                                  | 305                                                  | VN-A888                                              | 8,3 años                                             |
| Airbus A350-941 | 14          | 20      | 29                                                   | 45                                                   | 231                                                  | 305                                                  | VN-A889                                              | 8,1 años                                             |
| Airbus A350-941 | 14          | 20      | 29                                                   | 36                                                   | 240                                                  | 305                                                  | VN-A890                                              | 7,2 años                                             |
| Airbus A350-941 | 14          | 20      | 29                                                   | 36                                                   | 240                                                  | 305                                                  | VN-A891                                              | 7 años                                               |
| Airbus A350-941 | 14          | 20      | 29                                                   | 36                                                   | 240                                                  | 305                                                  | VN-A892                                              | 6,8 años                                             |
| Airbus A350-941 | 14          | 20      | 29                                                   | 36                                                   | 240                                                  | 305                                                  | VN-A893                                              | 6,4 años                                             |
| Airbus A350-941 | 14          | 20      | 29                                                   | 36                                                   | 240                                                  | 305                                                  | VN-A894                                              | 6,2 años                                             |
| Airbus A350-941 | 14          | 20      | 29                                                   | 36                                                   | 240                                                  | 305                                                  | VN-A895                                              | 6 años                                               |
| Airbus A350-941 | 14          | 20      | 29                                                   | 36                                                   | 240                                                  | 305                                                  | VN-A896                                              | 5,8 años                                             |
| Airbus A350-941 | 14          | 20      | 29                                                   | 36                                                   | 240                                                  | 305                                                  | VN-A897                                              | 5,8 años                                             |
| Airbus A350-941 | 14          | 20      | 29                                                   | 36                                                   | 240                                                  | 305                                                  | VN-A898                                              | 4,9 años                                             |
| Airbus A350-941 | 14          | 20      | 29                                                   | 36                                                   | 240                                                  | 305                                                  | VN-A899                                              | 4,8 años                                             |
| Boeing 787-9    | 11          | —       | 28                                                   | 35                                                   | 211                                                  | 274                                                  | VN-A861                                              | 8,6 años                                             |
| Boeing 787-9    | 11          | —       | 28                                                   | 35                                                   | 211                                                  | 274                                                  | VN-A862                                              | 8,4 años                                             |
| Boeing 787-9    | 11          | —       | 28                                                   | 35                                                   | 211                                                  | 274                                                  | VN-A863                                              | 8,3 años                                             |
| Boeing 787-9    | 11          | —       | 28                                                   | 35                                                   | 211                                                  | 274                                                  | VN-A864                                              | 8,2 años                                             |
| Boeing 787-9    | 11          | —       | 28                                                   | —                                                    | 283                                                  | 311                                                  | VN-A865                                              | 8,1 años                                             |
| Boeing 787-9    | 11          | —       | 28                                                   | —                                                    | 283                                                  | 311                                                  | VN-A866                                              | 8 años                                               |
| Boeing 787-9    | 11          | —       | 28                                                   | 35                                                   | 211                                                  | 274                                                  | VN-A867                                              | 7,7 años                                             |
| Boeing 787-9    | 11          | —       | 28                                                   | 35                                                   | 211                                                  | 274                                                  | VN-A868                                              | 7,4 años                                             |
| Boeing 787-9    | 11          | —       | 28                                                   | —                                                    | 283                                                  | 311                                                  | VN-A869                                              | 7,2 años                                             |
| Boeing 787-9    | 11          | —       | 28                                                   | 35                                                   | 211                                                  | 274                                                  | VN-A870                                              | 7,1 años                                             |
| Boeing 787-9    | 11          | —       | 28                                                   | 35                                                   | 211                                                  | 274                                                  | VN-A871                                              | 6,7 años                                             |
| Boeing 787-10   | 4           | —       | 24                                                   | —                                                    | 343                                                  | 367                                                  | VN-A879                                              | 4,4 años                                             |
| Boeing 787-10   | 4           | —       | 24                                                   | —                                                    | 343                                                  | 367                                                  | VN-A872                                              | 4,3 años                                             |
| Boeing 787-10   | 4           | —       | 24                                                   | —                                                    | 343                                                  | 367                                                  | VN-A873                                              | 4,2 años                                             |
| Boeing 787-10   | 4           | —       | 24                                                   | —                                                    | 343                                                  | 367                                                  | VN-A874                                              | 3,8 años                                             |
| Total           | 92          | 20      | Edad media de la flota (diciembre de 2023): 8,6 años | Edad media de la flota (diciembre de 2023): 8,6 años | Edad media de la flota (diciembre de 2023): 8,6 años | Edad media de la flota (diciembre de 2023): 8,6 años | Edad media de la flota (diciembre de 2023): 8,6 años | Edad media de la flota (diciembre de 2023): 8,6 años |